# Per noi/Per noi (strumentale)
Per noi/Per noi è un 45 giri di Fiordaliso pubblicato dalla Emi Italiana nel 1988.

## Per noi
Per noi è un brano musicale composto da Toto Cutugno e presentato al Festival di Sanremo 1988 da Fiordaliso in coppia con il corista Claudio Cabrini. Il brano si piazzò all'8º posto ed ebbe un modesto successo di vendite raggiungendo la posizione numero 19 della Hit Parade. Fu originariamente scritto per Fausto Leali che provino' il brano prima di scegliere "Mi manchi" con il quale poi parteciperà all'edizione di Sanremo 1988.
La cantante piacentina ritorna al Festival con un nuovo look e un brano melodico scritto da Cutugno che è anche produttore del brano. Il lato b del disco presenta la sola versione strumentale. 
Nella seconda metà degli anni 80 Fiordaliso fatica a trovare una sua dimensione artistica e un valido repertorio adatto alla sua vocalità.
Dopo il fallimento della Durium nel 1987, su interessamento di Toto Cutugno, giunge alla Emi. Lo stile di Cutugno sembra essere lontano dalla personalità grintosa e dalle doti vocali ed interpretative di Fiordaliso la cui voce si sposava meglio su brani rock-melodici.
Il sodalizio con Cutugno durerà solo un altro anno, dopodiché Fiordaliso verrà rilanciata nel 1990 da Franco Ciani e Fio Zanotti.